# ژاکلین (خواننده سوئدی)
ژاکلین یا یاکلین (به انگلیسی: Jacqline) (زاده ۲ ژوئیهٔ ۱۹۹۸) خواننده سوئدی است.